# Battaglia di Piombino
La battaglia di Piombino venne combattuta nella notte tra il 10 e l'11 settembre 1943 durante i più vasti eventi dell'operazione Achse della seconda guerra mondiale.
Piombino rappresenta una posizione strategica per i collegamenti navali tra costa della Toscana e le isole della Corsica e della Sardegna, e già all'indomani dell'annuncio dell'armistizio tra Italia e Alleati l'8 settembre 1943 le truppe della Wehrmacht tedesca stanziate in città avevano tentato di prendere possesso del porto, venendo tuttavia respinte dalla pronta reazione dei marinai e dei soldati del presidio cittadino. Più numerose truppe tedesche iniziarono ad affluire progressivamente a Piombino a partire dalla mattina del 10 settembre: su disposizioni del suo superiore, il generale Cesare Maria De Vecchi, il comandante del presidio di Piombino generale Fortunato Perni acconsentì all'ingresso dei mezzi navali tedeschi, carichi di truppe, nel porto cittadino, nonostante il responsabile del Comando Marina Andrea Capuano invitasse invece a opporsi con la forza al tentativo di occupare la città. La presenza dei tedeschi generò una forte risposta da parte della popolazione civile e degli operai delle industrie cittadine, scesi in strada per protestare sotto la direzione di un comitato antifascista costituitosi nelle settimane precedenti.
La battaglia tra tedeschi e italiani esplose improvvisamente nelle ultime ore del 10 settembre, andando avanti fino alle prime ore dell'11 settembre: le batterie di artiglieria della difesa costiera aprirono il fuoco contro le navi tedesche presenti in porto, mentre gruppi di soldati, marinai, finanzieri e civili in armi davano battaglia ai tedeschi scesi a terra; per la presenza di civili a fianco dei militari, quella di Piombino viene considerata come una delle prime battaglie della Resistenza italiana. I tedeschi furono costretti ad arrendersi dopo aver subito pesanti perdite in uomini e navi, anche se poi, su ordine di De Vecchi, i prigionieri dovettero essere rilasciati. Il successo di Piombino si rivelò effimero per gli italiani, visto che il resto dei presidi lungo la costa della Toscana capitolarono nel corso di quello stesso 11 settembre; rimasta isolata, la città fu poi occupata senza altri combattimenti dai tedeschi il 13 settembre.

## Antefatti
Alle 18:00 dell'8 settembre 1943 la Radio di Algeri, controllata dagli anglo-statunitensi, diramò la notizia dell'entrata in vigore dell'armistizio stipulato dall'Italia con gli Alleati, siglato in segreto il 3 settembre precedente a Cassibile dagli emissari del governo Badoglio, salito al potere dopo la deposizione di Benito Mussolini il 25 luglio. Lo stesso maresciallo Pietro Badoglio diede poi conferma ufficiale della notizia leggendo, alle 19:42, un proclama dai microfoni dell'EIAR. Benché già dal 31 agosto l'alto comando italiano avesse diramato alcune istruzioni che dovevano preparare le forze armate al cambio di fronte e dettare il comportamento da tenere verso i tedeschi, la notizia dell'armistizio colse completamente di sorpresa buona parte dei reparti militari italiani, lasciati senza ordini precisi. Altrettanto non si poteva dire dei tedeschi, visto che sin dal maggio 1943 erano stati predisposti piani di contingenza per fronteggiare un collasso dell'Italia o una sua resa agli Alleati; tali preparativi erano stati poi accelerati dopo la deposizione di Mussolini, mentre sempre più divisioni della Wehrmacht venivano fatte affluire in Italia per essere dislocate nei punti strategici della penisola. Una volta ufficializzato l'armistizio, le truppe tedesche diedero quindi immediatamente il via all'opera di occupazione dei territori italiani e di disarmo delle forze armate italiane, sotto il nome in codice di "operazione Achse".
Nei piani tedeschi il possesso della costa della Toscana rappresentava un importante obiettivo strategico, visto che i porti e gli aeroporti toscani dovevano rappresentare il punto di arrivo dei trasporti con a bordo le truppe della Wehrmacht evacuate dalle isole di Sardegna e Corsica, che l'alto comando tedesco aveva deciso di abbandonare perché giudicate come non difendibili; la tensione tra presidi italiani e tedeschi si fece quindi altissima sin dalle prime ore seguenti l'annuncio di Badoglio. La città di Piombino, snodo centrale per i collegamenti navali tra la Toscana, l'Isola d'Elba e la Corsica, era ricompresa nel settore di difesa della 215ª Divisione costiera, unità costituita appena il 1º agosto 1943 con quartier generale a Massa Marittima e posta agli ordini del generale Cesare Maria De Vecchi ("quadrumviro" della marcia su Roma e membro del disciolto Gran consiglio del fascismo); il presidio di Piombino era agli ordini del vicecomandante della divisione, il generale Fortunato Perni. Le truppe del presidio comprendevano un battaglione della 215ª Divisione costiera e circa 500 marinai della Regia Marina agli ordini del capitano di corvetta Giorgio Bacherini, responsabile delle difese fisse comprendenti tre batterie di artiglieria costiera e antiaerea operate da personale navale e due batterie operate dal Regio Esercito; nella pineta vicino Venturina Terme, poco più a nord, era invece acquartierato il XIX Battaglione carri, in procinto di essere trasferito a Roma per unirsi alla 136ª Divisione corazzata "Centauro" ma temporaneamente assegnato alla 215ª Divisione costiera, equipaggiato con 20 carri armati M15/42 e 18 cannoni semoventi privi, tuttavia, di munizioni per i loro cannoni. Il Comando Marina di Piombino, retto dal capitano di fregata Amedeo Capuano, comprendeva altri 300 marinai e controllava le locali forze navali, ammontanti al momento dell'armistizio a quattro dragamine ausiliari (ex pescherecci civili requisiti) e due piccoli piroscafi da trasporto (Cappelini e Capitano Sauro) usati per i collegamenti con le isole dell'Arcipelago toscano. In quanto punto di transito, a Piombino erano poi presenti varie centinaia di militari italiani in trasferimento da una località all'altra.
Dal 25 luglio 1943, con la caduta del fascismo e la destituzione di Mussolini, a Piombino si era svolto un periodo fervido di manifestazioni popolari e di profondo dibattito politico e sindacale; l'annuncio, l'8 settembre, della firma dell'armistizio aveva riacceso le speranze dei cittadini per una rapida cessazione delle ostilità, ma già la notte stessa si verificò un primo episodio che anticipò gli eventi dei giorni successivi. Gli unici soldati tedeschi normalmente di stanza a Piombino erano un sottufficiale e 7-8 marinai della Kriegsmarine incaricati di operare una stazione radar costiera, ma nei giorni precedenti all'annuncio dell'armistizio cospicue forze erano affluite nella città toscana: la sera dell'8 settembre erano ormeggiate in porto dieci motozattere e tre chiatte fluviali da trasporto tedesche, con a bordo circa 400 uomini in armi. Nel corso delle ultime ore dell'8 settembre, le truppe tedesche scesero dalle navi e iniziarono a disarmare le pattuglie e le sentinelle italiane di guardia al Porto di Piombino; informato del fatto il capitano Bacherini, che dopo la notizia dell'armistizio aveva subito ordinato di fare prigioniero il personale della stazione radar della Kriegsmarine, inviò al porto un reparto di mitraglieri della Marina per intimare ai tedeschi di risalire a bordo delle loro navi e di lasciare la città. Quando i tedeschi cercarono di circondare i mitraglieri questi risposero aprendo il fuoco, innescando una battaglia della durata di un quarto d'ora a cui si unirono anche alcune batterie costiere italiane: i tedeschi alla fine desistettero, rientrando a bordo delle loro navi dopo aver lasciato a terra morti e feriti oltre a diversi prigionieri in mano agli italiani, i quali registrarono invece tre feriti; quattro delle motozattere tedesche vennero colate a picco nelle acque del porto dal tiro italiano. Il comandante della 215ª Divisione costiera, generale De Vecchi, e del presidio di Piombino, generale Perni, intervennero quindi per ordinare il rilascio dei prigionieri tedeschi e la restituzione delle loro armi; verso le 12:00 del 9 settembre, imbarcati tutti i militari della Werhmacht presenti in città, le superstiti navi tedesche lasciarono Piombino per dirigere su Livorno, autoaffondando fuori dal porto una delle chiatte perché troppo danneggiata per proseguire.
Le truppe tedesche concentrarono quindi la loro attenzione su Livorno, investita in pieno già nelle prime ore del 9 settembre; quello stesso giorno, nelle acque comprese tra l'Isola di Gorgona, Livorno e Castiglioncello si verificarono vari scontri tra unità navali tedesche e navi italiane in fuga dai porti della Liguria e dirette a sud per rispettare i dettami dell'armistizio: l'incrociatore ausiliario Piero Foscari e il piroscafo Valverde vennero affondati e varie unità furono catturate dai tedeschi, mentre il contrammiraglio Federico Martinengo rimase ucciso dal tiro nemico mentre procedeva a bordo di una vedetta anti sommergibile (VAS).

## La battaglia

### Il ritorno dei tedeschi
Alle 04:30 del 10 settembre un piccolo convoglio di navi tedesche proveniente da Torre Annunziata si presentò davanti all'imboccatura del porto di Piombino, chiedendo alle autorità locali di entrare per potersi rifornire di combustibile e acqua; agli ordini del Kapitänleutnant Karl-Wolf Albrand, il convoglio si componeva delle torpediniere TA 9 e TA 11 (ex unità francesi della classe La Melpomène catturate nel 1942) e del grosso piroscafo mercantile armato Hans SS Cabert. Il responsabile del Comando Marina di Piombino, il capitano Capuano, oppose inizialmente un rifiuto, ma su ordine esplicito del quartier generale della 215ª Divisione e del comando del presidio cittadino dovette infine acconsentire alla richiesta e far rimuovere gli sbarramenti all'imboccatura del porto; le navi tedesche fecero quindi il loro ingresso nel porto commerciale alle 09:30: la torpediniera TA 11 si andò ad ancorare al molo sud mentre la TA 9 e il Cabert si ormeggiavano a quello nord, piazzandosi in modo da tenere sotto tiro con i loro cannoni tutta l'insenatura. L'intenzione di Albrand, infatti, non era tanto quella di rifornirsi quanto quella di prendere il controllo del porto il prima possibile, visto che l'evacuazione delle truppe tedesche dalla Sardegna e dalla Corsica era in pieno svolgimento.
Poco dopo l'arrivo delle navi tedesche, quattro VAS italiane fecero il loro ingresso nel porto: fuggite da Imperia per evitare la cattura da parte del nemico, le quattro unità avevano fatto rotta inizialmente su Portoferraio ma erano state respinte dal fuoco delle batterie costiere italiane, che le avevano scambiate per imbarcazioni tedesche, e avevano quindi proseguito la navigazione in direzione di Piombino. Il Comando Marina ordinò alle VAS di allontanarsi, ma i tedeschi furono più rapidi: sotto la minaccia dei cannoni delle torpediniere, le quattro VAS vennero fermate, abbordate e costrette ad ancorarsi accanto ai vascelli tedeschi. Per tutta la giornata del 10 settembre convogli di navi tedesche arrivarono a Piombino e gettarono l'ancora in porto: intorno alle 12:00 arrivarono due motosiluranti, due chiatte e quattro motozattere cariche di truppe, seguite poco dopo da due battelli e quattro motolance di una squadra di soccorso navale della Luftwaffe. Informate di questi movimenti navali, intorno alle 13:20 da tre corvette italiane (Folaga, Ape e Cormorano) sortirono da Portoferraio per pattugliare il canale di Piombino; alle 13:50 le unità italiane aprirono il fuoco su un convoglio di cinque motozattere tedesche dirette a Piombino, affondandone una e costringendo le altre ad arenarsi nel golfo di Populonia. Nonostante questo intervento, alle 17:00 altre otto unità tedesche tra motozattere, chiatte e motosiluranti gettarono l'ancora a Piombino, seguite più tardi da tre pattugliatori e quindi, ormai all'imbrunire, dal dragamine tipo R-Boot R 185. Su richiesta di Albrand, il generale Perni acconsentì che due militari tedeschi si posizionassero al semaforo di Piombino per inviare segnali alle unità in avvicinamento al porto; i tedeschi iniziarono con ogni pretesto a sbarcare truppe armate sulle banchine del porto, stabilendo alle 11:30 un doppio posto di guardia tra il molo e lo stabilimento siderurgico di Piombino oltre a occupare l'edificio della capitaneria e il comando della batteria di artiglieria del Semaforo. Albrand, inoltre, avanzò la richiesta a Perni di sospendere per 24 ore il traffico di traghetto italiano tra Piombino e l'isola d'Elba.
La presenza di militari tedeschi armati e la possibile sospensione del traffico con l'Elba innervosirono sempre di più la popolazione civile piombinese, e in particolare gli operai delle acciaierie; si verificarono manifestazioni spontanee di protesta davanti alla sede del comando del presidio, collocata presso lo Stadio Magona d'Italia, in cui veniva chiesta una reazione immediata alle pretese dei tedeschi minacciando in caso contrario un'insurrezione. Un gruppo di civili mosse all'assalto della vecchia Casa del Fascio di Piombino nel tentativo di cercarvi delle armi, ma venne respinto da un reparto militare che sparò in aria per disperdere la folla; il caos in città venne inoltre aumentato dall'arrivo di centinaia di soldati e marinai italiani da altre zone della Toscana e della Liguria, disarmati dai tedeschi ma poi lasciati liberi perché troppo numerosi per essere tutti presi prigionieri: la loro presenza abbatté il morale di alcuni reparti del presidio cittadino, che iniziarono a sfaldarsi e a disertare le loro posizioni. Per fronteggiare la situazione e dare risposte alle istanze della popolazione, Perni ordinò al XIX Battaglione carri di spostarsi dai suoi acquartieramenti di Venturina e di fare ingresso in città; l'intenzione del generale, ispirata da De Vecchi, era anche quella di impiegare i mezzi corazzati per reprimere le manifestazioni popolari e ripristinare l'ordine pubblico. Le gerarchie militari italiane iniziarono a spaccarsi sul modo migliore di procedere, con il generale Perni, sostenuto in questo da De Vecchi, intenzionato a trattare con i tedeschi anche in vista di una pacifica cessione a loro della città, mentre il capitano Capuano era per la resistenza armata a qualsiasi aggressione. La frattura fu tale che, alle 14:30, Perni destituì formalmente Capuano dal suo incarico e gli ordinò di presentarsi a rapporto al comando del 14º Reggimento costiero di Follonica; per tutta risposta Capuano rifiutò di obbedire all'ordine sostenendo che un ufficiale dell'Esercito non potesse destituirne uno della Marina, e rimase al suo posto.
Alla paralisi del comando militare supplì l'iniziativa della popolazione civile piombinese, tramite la guida di un "Comitato di concentrazione antifascista" formato nelle settimane precedenti dai principali esponenti politici antifascisti della città. Esponenti del comitato conferirono con il comandante della difesa costiera, il capitano Bacherini già distintosi nel primo scontro con i tedeschi dell'8-9 settembre, e lo convinsero ad assumere il comando delle operazioni; su invito del comitato, una pattuglia di marinai bloccò in stazione il treno delle 11:00 e fece scendere il numeroso personale militare salito a bordo in abiti civile per darsi alla fuga, convincendolo a rientrare alle sue posizioni. Molti civili si unirono spontaneamente alle difese costiere, integrando il personale in servizio alle batterie di artiglieria; altri civili iniziarono a fare pressione sugli ufficiali subalterni perché i carri del XIX Battaglione, schierati nella frazione di Fiorentina per tenere sotto sorveglianza i principali accessi stradali a Piombino e Baratti, venissero mossi in direzione del porto per fronteggiare i tedeschi. Sottoposto alla pressione della popolazione, alle 18:00 Perni si incontrò con i tedeschi: il capitano Albrand continuò a sostenere che le unità tedesche dovessero solo rifornirsi di carburante, e che avrebbero lasciato il porto non oltre le 21:00; Perni impose alle navi tedesche di completare il rifornimento entro sei ore e di lasciare il porto non oltre la mezzanotte. Nonostante i proclami, i tedeschi non mostrarono tuttavia alcuna intenzione di andarsene: una delle torpediniere mollò gli ormeggi e si posizionò appena fuori dal porto per meglio tenere sotto tiro le batterie costiere italiane, mentre l'altra andò a bloccare completamente l'imboccatura della rada; i reparti sbarcati continuavano a stazionare nelle posizioni occupate. La paralisi del comando italiano fu infine risolta alle 20:30: nel corso di una riunione con tutti gli ufficiali coinvolti, Perni acconsentì infine a unificare nelle mani del capitano Bacherini il comando di tutte le batterie di artiglieria, e di dare l'ordine di aprire il fuoco se i tedeschi avessero messo in atto altre provocazioni. I carri armati del XIX Battaglione ricevettero l'ordine di schierarsi nella zona del porto.

### I combattimenti
La battaglia tra italiani e tedeschi esplose improvvisamente intorno alle 21:15. Non è chiaro come i combattimenti ebbero inizio: secondo una fonte il capitano Albrand scambiò un bengala italiano, lanciato per rischiarare la zona del porto, per un segnale luminoso di attacco e ordinò immediatamente alle torpediniere tedesche di aprire il fuoco sulle postazioni italiane. Secondo altre fonti il combattimento si aprì con un attacco a sorpresa a colpi di bombe a mano ai carri armati italiani da parte di una pattuglia tedesca; contemporaneamente il capitano Bacherini, informato che sulle navi tedesche stavano avvenendo strani movimenti, ordinò di illuminarle con la luce di un proiettore da ricerca, che però fu subito cannoneggiato dai tedeschi. Ad ogni modo, il combattimento si sviluppò immediatamente in un intenso fuoco incrociato, con le batterie costiere e i carri italiani che rispondevano ai colpi delle navi tedesche; intensa fu la risposta della batteria italiana del Semaforo, armata con cannoni da 102/35, e quella di Montecaselli, armata con cannoni da 76/40, mentre gruppi di soldati, marinai, finanzieri e civili in armi fronteggiavano i tedeschi a terra. Entrambe le torpediniere tedesche vennero colpite in pieno e molte delle unità più leggere furono centrate mentre cercavano di mollare gli ormeggi; duramente colpiti furono i piroscafi Carbet e Capitano Sauro. Un proiettile raggiunse una delle VAS italiane catturate dai tedeschi, incendiandola; carburante in fiamme avvolse la torpediniera TA 11, già martellata dall'artiglieria italiana: lo scafo dell'unità, gravemente danneggiato e abbandonato dall'equipaggio, affondò infine nel porto di Piombino intorno alle 05:00 dell'11 settembre. La TA 9 battagliò con le postazioni costiere italiane fin verso la mezzanotte; gravemente danneggiata, l'unità infine si sganciò dal combattimento e si ritirò in mare aperto per procedere poi in direzione di Livorno.
Il combattimento terminò intorno alle 03:00 dell'11 settembre, quando i tedeschi superstiti deposero le armi e si arresero. Tra gli italiani si contarono quattro morti accertati (i marinai Giovanni Lerario e Giorgio Perini, il brigadiere della Finanza Vincenzo Rosano e il civile Nello Nassi) e una decina di feriti, ma non è chiaro quante vittime vi furono tra gli equipaggi delle quattro VAS catturate, finite tutte completamente distrutte nello scontro; vari danni furono registrati a edifici pubblici e privati e ad impianti industriali, mentre il porto risultava semidistrutto con numerose imbarcazioni incendiate e smembrate mentre erano ancora ormeggiate al molo. Non è noto con precisione il numero di tedeschi rimasti uccisi, con varie stime che parlano di 108, 110 o 120 caduti in combattimento; numerosi furono anche i feriti ricoverati nell'ospedale cittadino. Alcuni militari tedeschi tentarono di sottrarsi alla cattura, ma furono presi prigionieri alle prime luci dell'alba; anche sul numero dei prigionieri non vi è una stima precisa, con varie fonti che parlano di un minimo di 100 e un massimo di 300 militari catturati. Oltre alla torpediniera TA 11, furono affondate o completamente distrutte sette motozattere, tre chiatte e sei battelli leggeri, mentre tutte le unità superstiti risultarono più o meno danneggiate (salvo il dragamine R 185, uscito completamente incolume dallo scontro).

## Conseguenze
La battaglia di Piombino si risolse in un chiaro successo delle forze italiane, rimasto però un episodio unico nella zona circostante. Nel corso di quello stesso 11 settembre, tramite vari accordi dei comandi locali, gli italiani capitolarono e consegnarono ai tedeschi il controllo di Livorno, Cecina, Grosseto e altre località della costa toscana, lasciando Piombino completamente isolata. In mattinata il generale De Vecchi ordinò al presidio di Piombino di rilasciare immediatamente i prigionieri tedeschi e di farli uscire dalla città dopo aver riconsegnato loro le armi; la decisione sconcertò completamente tanto la popolazione quanto il comando locale, ma fu infine eseguita. Intorno alle 11:35 i primi tedeschi lasciarono il porto a bordo delle loro imbarcazioni ancora in grado di tenere il mare, dirigendo su Livorno dove giunsero tra le 16:00 e le 18:00 di quello stesso 11 settembre; più tardi nel pomeriggio tra 100 e 200 tedeschi furono caricati sul piroscafo Cappellini, uscito praticamente illeso dalla battaglia, e avviati anch'essi in direzione di Livorno. Il piroscafo Cabert, gravemente danneggiato, venne affondato all'interno del porto; destino identico ebbe il piroscafo Capitano Sauro, autoaffondato dal suo stesso equipaggio il 12 settembre mentre era ancora fermo in banchina.
La decisione di rilasciare i prigionieri tedeschi scatenò tumulti in città, con il generale Perni, fatto oggetto di sputi e insulti, costretto ad asserragliarsi nel comando del presidio. Dal suo comando di Massa Marittima il generale De Vecchi continuava ad accordarsi con i tedeschi per una cessione delle armi e la capitolazione degli ultimi presidi rimasti sulla costa toscana; la posizione di Piombino era ormai intenibile, con la città praticamente circondata dai tedeschi, le comunicazioni interrotte e le batterie costiere a corto di munizioni dopo l'intensa battaglia. Nel corso dell'11 settembre il generale Perni,, su istruzioni di De Vecchi, ordinò lo scioglimento del XIX Battaglione carri e il sabotaggio dei mezzi rimasti; nel corso della giornata i comandi militari cessarono praticamente di esistere, mentre sempre più militari, lasciati senza ordini precisi, lasciavano le loro posizioni e si univano al flusso di sbandati che transitava per la città. La mattina del 12 settembre alcuni dragamine tedeschi si presentarono davanti al porto e aprirono il fuoco contro la città, inviando poi a terra un ultimatum chiedendo la capitolazione immediata delle forze italiane; il capitano Capuano, rimasto l'unico alto ufficiale ancora al suo posto, comprese ben presto che ogni resistenza era inutile: messi in libertà gli ultimi marinai, consegnò le armi rimaste al comitato antifascista cittadino e lasciò Piombino quella mattina in treno dopo aver consegnato gli uffici del Comando Marina ai tedeschi. Un reparto tedesco completò poi l'occupazione di Piombino il 13 settembre seguente; gli operai e i civili che più si erano esposti nella lotta contro i tedeschi fuggirono dalla città e si rifugiarono nei boschi nei dintorni; nelle settimane seguenti, alcuni di loro dettero vita alle prime formazioni partigiane della Toscana.
Anche con riferimento ai fatti della battaglia del settembre 1943, il 18 luglio 2000 alla città di Piombino venne conferita la Medaglia d'oro al valor militare.